# Политковский, Александр Владимирович
Алекса́ндр Влади́мирович Политко́вский (род. 15 сентября 1953, Москва) — советский и российский журналист, режиссёр и продюсер, телеведущий, политический обозреватель, публицист. Президент созданного им ЗАО «Студия Политковского». Преподаватель Московского института телевидения и радиовещания «Останкино», основатель Высшей школы телевидения Александра Политковского.
С 1987 по 1991 год — специальный корреспондент и ведущий информационно-развлекательной программы «Взгляд». Был одним из создателей телекомпании «ВИD» (16,43 %), внеся 1265 рублей в уставной фонд; с 1992 года — член совета директоров этой компании. Избирался народным депутатом РФ в 1990—1993 годах.

## Карьера

### Детство и юность
Александр Политковский родился 15 сентября 1953 года, в знаменитом родильном доме имени Грауэрмана (в самом центре Москвы). Мать — Вероника Сергеевна Политковская, преподаватель музыки в музыкальной школе  . Её отец был репрессирован и после долгих лет тюрьмы освобождён. Родители Александра были в разводе. 
Его детство — «детство обычного московского мальчишки», по словам самого Александра.
После окончания в 1971 году школы рабочей молодёжи недолго работал фотолаборантом, затем служил в армии (1971—1973).
В 1973 году поступил на телевизионное отделение факультета журналистики МГУ имени М. В. Ломоносова (рабфак журналистики) и по окончании в 1979 году стал работать в спортивной редакции Центрального телевидения Гостелерадио СССР.

### Телевидение
В 1985 году перешёл из Главной редакции спортивных программ в Главную редакцию программ для молодёжи Центрального телевидения Гостелерадио СССР (т. н. «молодёжку»), которая производила популярные в то время передачи («12-й этаж» и пр.) и слыла авангардом советского телевещания. Александра Политковского в проект «Мир и молодёжь» пригласили Иван Кононов и Владимир Мукусев.
С 1987 года по 1989 год — специальный корреспондент программы «Взгляд». Сам Александр вспоминал об этом времени не без иронии, называя его одновременно временем «романтического идиотизма и веры во что-то светлое». Вместе с коллегой, другим ведущим программы «Взгляд», Александром Любимовым готовил выпуски передачи «Взгляд из подполья», которые подпольно распространялись на кассетах по всему Советскому Союзу. Но проект успеха не имел.
12 декабря 1991 г., являясь членом Верховного Совета РСФСР, Политковский проголосовал за ратификацию беловежского соглашения о прекращении существования СССР.
В ночь с 3 на 4 октября 1993 года Политковский вместе с Александром Любимовым в эфире программы «Взгляд» призвал телезрителей «сидеть по домам», чтобы не допустить кровопролития; также он приезжал в Белый дом и уговаривал депутатов Верховного Совета вступить в переговоры с Ельциным. Вёл программу «Политбюро», однако после того, как в её поддержку публично выступил Александр Руцкой, передача прекратила выходить в эфир с Политковским (по словам самого Александра, Михаил Горбачёв предупредил его, что подобные заявления Борис Ельцин не оставит без внимания).
С 2003 по 2005 год был ведущим ток-шоу «Тюрьма и воля» на канале ТВЦ.

### Студия
В 1997 году Политковский создал и возглавил в качестве президента ЗАО «Студия Политковского».
Продукция студии:
- документальные и публицистические фильмы для каналов РТР и ТВ-6
- «Тарантас» — о жизни провинциальной интеллигенции (канал «Культура»)[30],
- серия географических фильмов для канала «Россия»,
- обучающие кассеты из серии «Я чайник» («Введение в нахлыст», «Мой первый аквариум» и проч.)[31],
- «Территория Север» для телеканала «Югра» (Ханты-Мансийск),
- историческая публицистика для канала «365».
- «Четыре цвета времени» — канал ТВЦ.

Сам журналист признаёт, что телевидение существенно изменилось, сменились, по его мнению, и ориентиры, и контекст:

«Взгляд» и «Политбюро», «ТВ-6», «Тюрьма и воля», «Взгляд из подполья»… Это программы своего времени. В журналистике нужно доказывать свою состоятельность каждый день, а не пользоваться какими-то преференциями… Я мог бы после «Взгляда» ничего не делать… Я хочу работать, делать что-то новое… Но откат к тоталитарному прошлому не даёт возможности реализовываться полностью.

## Профессиональный вклад
- Журналист Политковский стал первооткрывателем целого ряда тем и имён[7]: например, записал первое интервью с бизнесменом, заплатившем миллионные партийные взносы: кто такой Артём Тарасов, узнала вся страна.
- Первым из советских журналистов применил методику hidden camera (скрытая камера). Точнее, работал с радиомикрофоном, что было новаторством на том этапе развития советского ТВ. Был фактически единственным жанровым репортёром среди постоянных ведущих программы «Взгляд» (среди приглашенных «взглядовцев» можно отметить стилистику Артёма Боровика и Евгения Додолева, которые работали в аналогичном амплуа). Это позволяет отнести Политковского к той же плеяде журналистов, к которой принадлежал Александр Невзоров: телеведущих, работающих на грани допустимого действующим законодательством. Вообще — автор активных стендапов в репортажах и сложных внутренних авторских монологов в журналистских расследованиях, в которых коллеги его называют первопроходцем[32].
- Активно пропагандировал деятельность коллег по «Взгляду», используя такой популярный в конце XX века маркетинговый инструмент как устный выпуск телепередачи; творческие вечера в 1988—1991 годах проходили по всей стране.
- Привнёс в развлекательное телевидение (а передачи молодёжной редакции ЦТ СССР позиционировались именно как развлекательно-просветительские) элементы спортивной журналистики, которую позднее стали называть экстремальной. Например, в одном из сюжетов «Взгляда» провалился в прорубь, вылезая, объяснял, как правильно это надо делать[26]:

Разумеется, поначалу резвились: Политковский продавал какие-то майки, вживаясь в роль кооператора, или вёл репортаж, стоя на голове.

- Автор документальных фильмов «За окнами август» (1992) и «За окнами август-2» (1993)[33].
- Делал репортажи из Чернобыля, с Курильских островов, Камчатки. Часто посвящал свои материалы проблемам малых народов России[32].
- Эксперты причисляли Александра к разряду т. н. «честных» журналистов (говоря об имидже)[34]:

главным признаком «честных» была однозначность целей и незамысловатость способов их достижения (отсюда и горячность во взоре, и нарочито-пролетарские манеры). Кто не помнит «честных» Политковского и Мукусева в одной упряжке с фраерствующими (и тщательно замазывающими грех буржуазности и эстетства) Дмитрием Захаровым, Александром Любимовым и Евгением Додолевым во всенародно любимом «Взгляде»?

## Фильмография
- Фильм Марины Голдовской[35] A Taste of Freedom («Вкус свободы», 1990) о шести неделях из жизни супругов Политковских[36][37].
- «За окнами август» (1992).
- «За окнами август-2» (1993).
- Фильм «Братишка 2000» (2000 год)[38]:

Этот фильм Александр Политковский снимал в Чечне, в отряде специального назначения внутренних войск МВД «Русь», выполняющего боевые задачи. Фильм — попытка показать реальное мироощущение военных профессионалов.

- Фильм «Клыкастые горы» (РТР, июнь 2001 года)[39]:

Сюжет о маленьком народе сойотов, живущем в Саянах, об их истории, культуре, обычаях, верованиях. Интервью со стариками, которых осталось совсем мало. Оленеводческое хозяйство Даши Дамбаева: белые олени в загоне, стадо, идущее на пастбище.

## Цитаты и мнения

### Самого Политковского о себе
Политковский не отличался сдержанностью в оценках профессионального мастерства своих коллег. О Владе Листьеве он говорил, что тот «с точки зрения самой профессии ... был достаточно слаб», но отмечал при этом его большой вклад «как основателя эффективного телевидения, технологичного». Также в одном из эфиров радиостанции «Эхо Москвы» Политковский, обсуждая программу «Взгляд», назвал одного из своих бывших партнёров «толстым кукушонком», который якобы «выкинул всех из гнезда». Имя партнёра Политковский не назвал, но в интервью «Московскому комсомольцу» сказал, что с этим человеком у него никаких дружеских отношений не было и раньше. О генеральном продюсере Первого канала Константине Эрнсте Политковский говорил, что он «напылесосил достаточное количество денег», но предполагал, что в ближайшее время у Эрнста не ожидается грандиозных творческих успехов, поскольку им была «пройдена огромная дистанция деградации», а также иронично называл деятельность Эрнста на Первом канале «семейным бизнесом».
По словам Политковского, ещё со времён программы «Взгляд» им был выбран путь творческой свободы «в отличие от коллег, рассматривающих свою работу как сбор средств на свою старость». Политковский очень тяжело переживал адаптацию к новым условиям свободного общества и рыночной экономики, в том числе и свой уход с телекомпании ВИD, сказав, что на фоне волны приватизации в 1990-е годы рынок «стал вползать в телекомпанию ВИD» и в конце концов «сожрал и Первый канал», после чего Политковскому пришлось покинуть компанию. Современное телевидение он подвергает серьёзной критике, называя его «гадюшником», в жёсткой форме осуждая коммерциализацию телевидения «с бесконечными откатами» и «перекладыванием денег из кармана в карман», возможную предвзятость при создании проектов и их выпуске в эфир, а также систему сотрудничества бизнес-партнёров в СМИ, поскольку признаёт журналистику для себя как творчество, а не как «инструмент извлечения прибыли».
Об убийстве Владислава Листьева Политковский говорит как о случайности и цепи «случайных событий, вызванных ощущением вседозволенности и неприкасаемости», не признавая версию о возможном убийстве из-за рекламы и исключая причастность Бориса Березовского к случившемуся. В то же время Листьев, по словам Политковского, успел «понабрать кредитов», с которыми были некие «тёмные истории».

### О Политковском
Евгений Додолев цитировал следующее описание стиля работы Политковского — он «занимается не политикой, не экономикой, не социальными проблемами, а „чистой“ журналистикой: выкапывает удивительные сюжеты и доносит их до зрителя». Казахский портал np.kz писал, что для Политковского важно было заниматься творчеством вместо бизнеса и оставаться свободным журналистом, так как «в настоящее время, оставаясь свободным, работать в политической журналистике практически невозможно».

## Личная жизнь

### Семья
Александр Политковский был женат на журналистке и правозащитнице Анне Политковской. Согласно книге Евгения Додолева «Битлы перестройки», они познакомились в период, когда Анна была ещё школьницей, а за невестой Александр приехал с авоськой, в которой была бутылка водки (была выпита в ЗАГСе). От этого брака у Александра и Анны есть сын Илья и дочь Вера. Вместе Александр и Анна прожили 21 год, фактически расставшись в 2000 году, но не расторгая брак до самой кончины Анны. 
Анна Политковская погибла 7 октября 2006 года: её убили неизвестные в подъезде её же дома . По мнению Александра, его супруга была убита из-за профессиональной деятельности, а в её смерти мог быть заинтересован Владимир Гусинский, однако он предполагает маловероятным раскрытие убийства. По его словам, «всегда были, есть и будут» люди, которые захотят нажиться и пропиариться на этом убийстве. По мнению сына, Ильи, к убийству матери «причастны отдельные сотрудники ФСБ и их агенты».
Анну Александр называл сложным человеком, при этом разделяя свои личные отношения с ней и профессиональные качества. Он говорил, что и она помогала ему стать журналистом, и он помогал ей стать самостоятельной журналисткой, особенно после 1996 года. Себя он характеризовал как репортёра, а вид деятельности Анны характеризовал не столько как журналистику, сколько как «то ли писательство, то ли что-то ещё» и как «некую тревогу о справедливости, изливаемую на газетные полосы». Как репортёр, он не одобрял её страсть к «сочинительству».

### Хобби и увлечения
Александр владеет чешским и испанским языками. В молодости увлекался карате и даже имел т. н. «коричневый пояс». Среди увлечений, о которых рассказывает коллегам-журналистам — рыбалка в северных регионах страны нахлыстом и эксклюзивная аквариумистика.